# Vuelo 603 de Aeroperú
El vuelo 603 de Aeroperú (PL603/PLI603) fue un vuelo regular de pasajeros desde el Aeropuerto Internacional de Miami, Florida, hasta el Aeropuerto Internacional Arturo Merino Benítez, Santiago de Chile, con escalas en Quito, Ecuador, y Lima, Perú. El 2 de octubre de 1996, el Boeing 757-23A que realizaba el último tramo del vuelo se estrelló en el Océano Pacífico. No hubo sobrevivientes entre las 70 personas a bordo.
Volando sobre el agua, de noche, sin referencias visuales, los pilotos desconocían su altitud real y tuvieron dificultades para controlar y dirigir la aeronave. La investigación determinó que los ordenador de datos del aire no pudieron mostrar la velocidad y la altitud correctas en las pantallas de la cabina porque un operario de mantenimiento no retiró la cinta adhesiva que cubría los puertos del sistema Pitot-estática en el exterior de la aeronave antes del despegue.

## Descripción

### Aeronave

El avión involucrado en el accidente en enero de 1995, un año antes del accidente.

El avión, un Boeing 757-23A de 3 años y 11 meses, fue entregado nuevo por Boeing el 2 de diciembre de 1992 a la empresa de leasing Ansett Worldwide (AWAS). Fue arrendado a Aeroméxico el 27 de septiembre de 1993 y luego subarrendado a Aeroperú el 1 de abril de 1994. El contrato de arrendamiento se transfirió nuevamente a AWAS en febrero de 1995 y Aeroperú continuó operando el avión hasta que se estrelló.

### Tripulación
El capitán era Eric Schreiber Ladrón de Guevara, de 58 años, que había registrado casi 22.000 horas de vuelo (incluidas 1.520 horas en el Boeing 757).El primer oficial era David Fernández Revoredo, de 42 años, que había registrado casi 8.000 horas de vuelo, 719 de ellas en el Boeing 757.: 4–7 

## Accidente

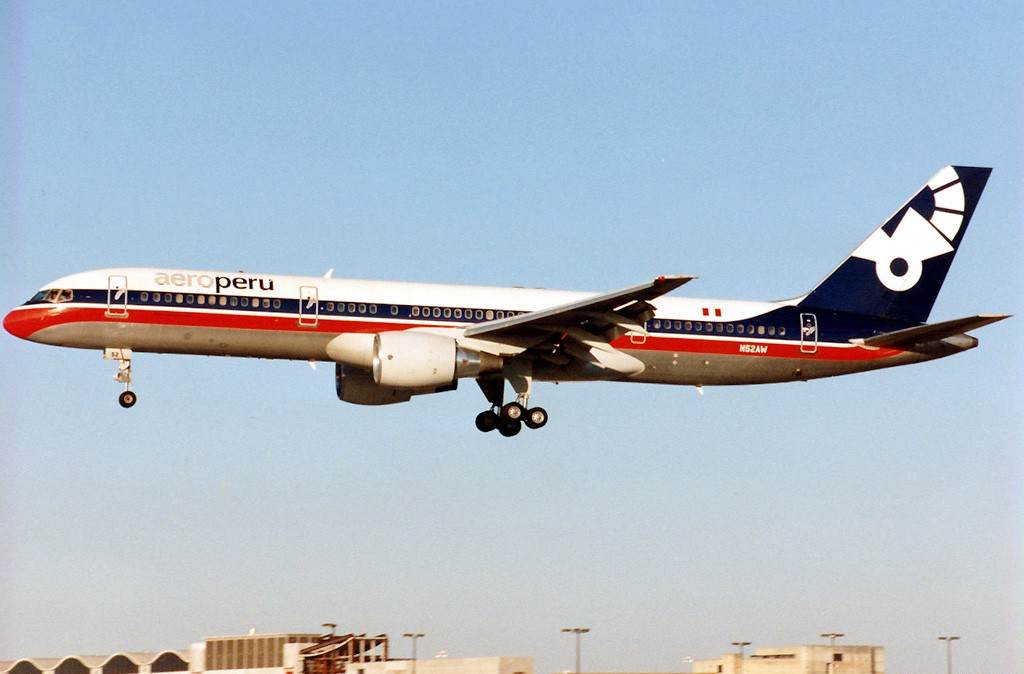
N52AW, el avión involucrado en el accidente, visto en el aeropuerto de Miami en enero de 1996.

El 1 de octubre de 1996, el vuelo 603 de Aeroperú, procedente del Aeropuerto Internacional de Miami, aterrizó en el Aeropuerto de Lima. En el primer tramo del vuelo, a bordo de un Boeing 757, viajaban 180 pasajeros. De ellos, 119 habían desembarcado y los demás pasajeros fueron trasladados a otro Boeing 757. 
Esta aeronave despegó 42 minutos después de la medianoche (05:42 UTC) del 2 de octubre: 10 y la tripulación descubrió de inmediato que sus instrumentos de vuelo básicos funcionaban de forma errática e informó haber recibido mensajes de emergencia contradictorios en serie desde la computadora de gestión de vuelo, incluyendo el indicador de altitud y velocidad aerodinámica, la relación del timón, el ajuste de velocidad de Mach, sobrevelocidad, subvelocidad y vuelo demasiado bajo. La tripulación declaró una emergencia y solicitó el regreso inmediato al aeropuerto. 
Los pilotos creyeron erróneamente que podían determinar la altitud real de la aeronave preguntándole al controlador, pero ni ellos ni el controlador se dieron cuenta de que la información de altitud mostrada en la pantalla del controlador provenía del transpondedor Modo C de la aeronave. Dado que el transpondedor recibía la misma información errónea de altitud que se mostraba en el altímetro de la aeronave, la altitud en la pantalla del controlador también era incorrecta.
Ante la falta de lecturas fiables de los instrumentos básicos de vuelo, las constantes advertencias contradictorias del ordenador de vuelo de la aeronave (algunas válidas y otras no) y creyendo que se encontraban a una altitud segura,la tripulación decidió iniciar el descenso para la aproximación al aeropuerto. Dado que el vuelo era nocturno sobre el agua, no había referencias visuales disponibles para comunicar a los pilotos su altitud real o para ayudarles en el descenso. Como consecuencia de la incapacidad de los pilotos para controlar con precisión la velocidad aerodinámica o la velocidad vertical de la aeronave, experimentaron múltiples entradas en pérdida, lo que provocó una rápida pérdida de altitud sin un cambio correspondiente en el altímetro. Aunque el altímetro indicaba una altitud de aproximadamente 9700 pies (2957 m), la altitud real de la aeronave era mucho menor.
El controlador aéreo ordenó a un Boeing 707 despegar y ayudar al 757 a aterrizar, pero era demasiado tarde. La punta del ala izquierda del 757 rozó el agua aproximadamente 25 minutos después de la declaración de emergencia, desprendiéndose parte del ala izquierda. Los pilotos intentaron ganar altitud desesperadamente y lograron que el 757 volviera a volar durante 19 segundos, pero debido a los daños en el ala izquierda, el avión volcó y se estrelló contra el agua casi invertido. Los 70 pasajeros y tripulantes fallecieron y el avión quedó destruido.

## Desenlace
Los equipos de emergencia llegaban a la costa y encendían todas las luces de los vehículos en un intento de dar una señal lumínica al 757, pero solo se veía oscuridad. Un pescador de la zona informaba haber visto un destello en el horizonte; esto parecía confirmar que el avión amerizó o se estrelló en el mar. En las primeras horas del amanecer, cuadrillas de rescate, aéreas y marítimas, encontraban una larga mancha aceitosa y restos que confirmaban el peor de los pronósticos, el avión se estrelló en el mar. Después del accidente, los equipos de recuperación encontraron nueve cuerpos flotando, pero 61 cuerpos se habían hundido con el avión.

### Víctimas
Aproximadamente la mitad de los pasajeros del vuelo eran chilenos que regresaban a Chile.De los pasajeros, 21 provenían de Miami; todos eran chilenos. Otros 10 pasajeros habían embarcado en Quito. Los demás pasajeros habían embarcado en Lima.
| País           | Pasajeros | Tripulación | Total |
| -------------- | --------- | ----------- | ----- |
| Chile          | 30        | 0           | 30    |
| Perú           | 11        | 9           | 20    |
| México         | 6         | 0           | 6     |
| Estados Unidos | 4         | 0           | 4     |
| Ecuador        | 2         | 0           | 2     |
| Italia         | 2         | 0           | 2     |
| Reino Unido    | 2         | 0           | 2     |
| Colombia       | 1         | 0           | 1     |
| España         | 1         | 0           | 1     |
| Nueva Zelanda  | 1         | 0           | 1     |
| Venezuela      | 1         | 0           | 1     |
| Total          | 61        | 9           | 70    |

## Investigación del accidente y conclusiones
La Comisión de Investigación de Accidentes (CIA) de la Dirección General de Transporte Aéreo (DGTA) del Perú redactó el informe final del accidente.
El investigador jefe del accidente en Perú, Guido Fernández Lañas, era tío del copiloto, David Fernández. Hubo algunas reservas sobre el posible conflicto de intereses, pero el investigador designado por la Junta Nacional de Seguridad en el Transporte (NTSB), Richard Rodríguez, determinó que Fernández Lañas podía investigar el accidente debidamente.
La Marina de Guerra del Perú recogió los restos flotantes. Tras la solicitud de asistencia de las autoridades peruanas, la Armada de los Estados Unidos proporcionó equipo para localizar los restos submarinos del Boeing 757 y recuperar su registrador de datos de vuelo y la grabadora de voz de cabina.
Una investigación posterior del accidente reveló que se había dejado accidentalmente cinta adhesiva sobre algunos o todos los puertos estáticos (en la parte inferior del fuselaje) después de limpiar y pulir la aeronave, lo que finalmente provocó el accidente. El empleado Eleuterio Chacaliaza dejó la cinta adhesiva por error.
Los puertos estáticos son vitales para el funcionamiento de prácticamente todos los instrumentos de vuelo que proporcionan datos aerodinámicos básicos, como la velocidad aerodinámica, la altitud y la velocidad vertical, no solo a los pilotos, sino también a las computadoras de la aeronave, que proporcionan funciones adicionales, como advertencias cuando las características de vuelo se acercan a niveles peligrosos. El bloqueo de todos los puertos estáticos es uno de los pocos modos de fallo comunes que provocan la falla total de varios instrumentos de vuelo básicos y, por lo tanto, se considera una de las fallas más graves que pueden ocurrir en los sistemas de aviónica.
El diseño de la aeronave no incorporaba un sistema de tapas de mantenimiento para los puertos estáticos. Estas tapas se emplean comúnmente en aviación para bloquear el acceso a componentes críticos cuando la aeronave no está en operación y generalmente son de colores brillantes y llevan banderas (que pueden tener la indicación "retirar antes del vuelo"). En cambio, el diseño de la aeronave y el procedimiento de mantenimiento correspondiente exigían el uso de cinta adhesiva para cubrir los puertos.
Como resultado del bloqueo de los puertos estáticos, los instrumentos básicos de vuelo transmitían datos falsos de velocidad aerodinámica, altitud y velocidad vertical. Dado que el fallo no se encontraba en ninguno de los instrumentos, sino en un sistema de soporte común, lo que anulaba la redundancia, los datos erróneos del altímetro también se transmitieron al control del tráfico aéreo, que intentaba proporcionar a los pilotos datos básicos de vuelo. Esto generó una gran confusión en la cabina, ya que algunos datos (altitud) parecían correlacionarse correctamente con los datos del instrumento (altímetro), mientras que otros datos proporcionados por el ATC (velocidad aerodinámica aproximada) no concordaban. Aunque los pilotos eran conscientes de la posibilidad de que todos los instrumentos de vuelo proporcionaran datos inexactos, la correlación entre los datos de altitud proporcionados por el ATC y los del altímetro probablemente agravó la confusión. También contribuyeron a la dificultad las numerosas alarmas de cabina generadas por el sistema informático, que entraban en conflicto entre sí y con los instrumentos. Esta falta de consciencia situacional fue revelada por la transcripción de la grabadora de voz de cabina. El hecho de que el vuelo se realizara de noche y sobre el agua, por lo que los pilotos no tenían ninguna referencia visual, también fue identificado como un factor importante.El informe oficial del accidente concluyó que la tripulación de vuelo, distraída por las advertencias contradictorias, no hizo caso a la alarma GPWS activada por la lectura del radioaltímetro después de descender a 2500 pies (762 m).Paradójicamente, el altímetro radar funcionaba correctamente ya que es independiente de los demás sistemas, incluso de los sensores bloqueados que confundían al ordenador de a bordo y, por supuesto, también al altímetro de presión.

### Acuerdo legal
Mike Eidson, un abogado estadounidense, representó a 41 pasajeros y tripulantes en una demanda que sostenía que el fabricante del avión, Boeing, era responsable del desastre, ya que la compañía debería haber previsto el mal uso de sus productos.La demanda se presentó contra Boeing en un tribunal federal de Miami en mayo de 1997. Según la denuncia, los errores en la cabina de vuelo se debieron a un mantenimiento descuidado por parte de Aeroperú y a la negligencia y el diseño defectuoso de Boeing. Boeing argumentó que no tuvo la culpa y que la responsabilidad del accidente recaía en el empleado que no retiró la cinta de los puertos estáticos y en el piloto de la aeronave por no notar que la cinta seguía aplicada mediante una inspección visual. Richard Rodríguez, de la NTSB, dijo que era comprensible que Schreiber no encontrara la cinta, ya que el trabajador de mantenimiento había usado cinta adhesiva en lugar de la cinta de colores brillantes que se suponía que debía usar. Además, Rodríguez afirmó que los puertos de Pitot y estáticos estaban muy por encima del suelo, lo que significa que Schreiber no pudo haber visto la cinta contra el fuselaje.Tras un litigio extenso y vago, las partes acordaron trasladar el caso contra Boeing y Aeroperú a un arbitraje internacional en Santiago para la determinación de los daños. Los demandados acordaron no impugnar la responsabilidad en Chile.
El 13 de diciembre de 1999, los familiares de los pasajeros del vuelo recibieron una de las mayores compensaciones derivadas de un accidente de aviación fuera de los Estados Unidos a bordo de una aerolínea no estadounidense, con un promedio de casi un millón de dólares por víctima.Mayday: catástrofes aéreas afirmó que la forma en que se produjo el accidente y que los pasajeros se ahogaron fue la causa de los grandes asentamientos.

### Proceso penal
Chacaliaza fue condenado en Perú por homicidio negligente y recibió una suspensión de la pena de dos años en 1998. Otros cuatro acusados fueron absueltos. Chacaliaza afirmó que apelaría el fallo, alegando que un sabotaje provocó el derribo del avión y que él había retirado la cinta adhesiva.
El investigador peruano de accidentes aéreos, Guido Fernández, criticó el fallo, afirmando que el trabajador de mantenimiento tenía poca formación y poco conocimiento de su trabajo. Fernández argumentó que sus supervisores tenían mayor responsabilidad, pero Chacaliaza fue procesado por el sistema.

## Consecuencias
Tras el accidente, Aeroperú cambió el número de su vuelo nocturno Boeing 757 Miami-Lima-Santiago al vuelo 691.
Después del accidente del vuelo 603 y por las dificultades financieras por la mala gestión económica, Aeroperú quebró, liquidó y cesó todas las operaciones el 18 de agosto de 1999, siendo LATAM (Perú) su sucesora como aerolínea de bandera.

## Filmografía
- Los eventos del vuelo 603 fueron recreados en el episodio de temporada 1 titulado «Flying Blind», titulado en Latinoamérica «Volando a ciegas» en la serie televisión canadiense Mayday: catástrofes aéreas. El vuelo también se incluyó en un especial de Science of Disaster de Mayday, en la temporada  6 (2007), titulado «¿Quién está pilotando el avión?».

- La grabación de voz en cabina (CVR) del incidente fue incorporada al guion de una obra llamada Charlie Victor Romeo, por la compañía de teatro del Lower East Side en Nueva York, en 1999.[14]